# 巴西红厚壳素
巴西红厚壳素是一种呫吨酮类化合物，分子式C18H14O6，存在于红厚壳（学名：Alexandrian laurel）等植物中，因而得名，对FcεRI有抑制作用。